# Rekowa
Rekowa – rzeka w północno-zachodniej Polsce, prawobrzeżny dopływ Regi o długości 22,01 km. Powierzchnia zlewni Rekowej wynosi 110,4 km².
Rzeka bierze źródło pomiędzy wsią Gardzin a przysiółkiem Gozdno, skąd płynie na zachód. W pobliżu wsi Łabuń Mały skręca w kierunku jeziora Łabuń, do którego wpada od południowego brzegu. Wypływa z jeziora od zachodniego brzegu i płynie na północ. Płynie małym spadkiem 0,2–0,3‰ przez duże powierzchnie łęgów zabagnionych. Pomiędzy osadą Porąbka a wsią Iglice do Rekowej wpada struga Łabunia. Na południe od wsi Wicimice rzeka zakręca dużym łukiem, a następnie odbiera wody ze strugi Wicimicy od prawego brzegu i płynie w kierunku południowo-zachodnim.
Na zachód od wsi Gostyń Łobeski na 5,13 km od ujścia rzeka jest przedzielona urządzeniami zastawkowymi o świetle 3 m, które piętrzą wodę do celów energetyki wodnej do wysokości 2,2 m. W końcowym odcinku zwiększa się przepływ Rekowej, wskutek spadku wynoszącego 15‰. Rekowa wpada do Regi poniżej Płotów.
W dolinie Rekowej występują lasy łęgowe o drzewostanach jesionowo-olszowych i wiązowych. Na źródliskowej skarpie Rekowej przy ujściu, stwierdzono występowanie rzadkiego gatunku – bieńca czerwonego. Część biegu rzeki jest od 2010 chroniona w rezerwacie przyrody rzeka Rekowa.
W 2006 roku przeprowadzono ocenę jakości wód na 1,2 km od ujścia Rekowej do Regi, na moście w pobliżu Płotów, gdzie oceniono wody na III klasę jakości.
W 2008 r. przeprowadzono badania jakości wód Rekowej w punkcie ujścia do Regi. W ich wyniku oceniono elementy fizykochemiczne poniżej stanu dobrego, elementy biologiczne określono na I klasy, a stan ekologiczny na umiarkowany. W ogólnej dwustopniowej ocenie stwierdzono zły stan wód Rekowej.
Nazwę Rekowa wprowadzono urzędowo w 1948 roku, zastępując poprzednią niemiecką nazwę Krebs Bach.